# Kyle Fuller
Kyle Brandon Fuller (Baltimora, 16 febbraio 1992) è un giocatore di football americano statunitense che gioca nel ruolo di cornerback per i Baltimore Ravens della National Football League (NFL). Fu scelto come quattordicesimo assoluto nel Draft NFL 2014. Al college giocò a football per gli Hokies del Virginia Polytechnic Institute and State University.

## Carriera universitaria

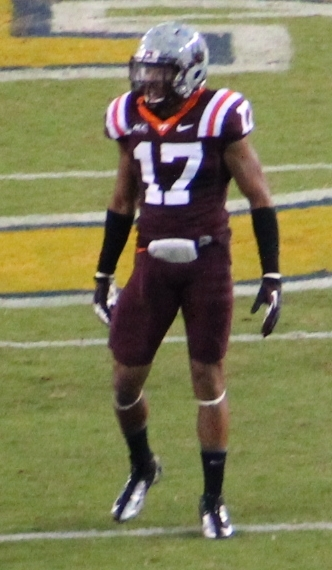
Fuller nel 2013.

Dopo aver giocato a football per la Mount Saint Joseph High School della sua città natale, Baltimora, Fuller accettò la borsa di studio offertagli da Virginia Tech, nonostante altre offerte ricevute da Duke, Kansas, Maryland e Syracuse.
Come true freshman nel 2010 prese partì 7 volte come titolare, principalmente come nickel cornerback mettendo a referto 32 tackle di cui 4 con perdita di yard, 6 passaggi deviati e 4 fumble forzati. L'anno seguente, inserito nel Second-team All-ACC, prese parte a tutti e 14 gli incontri stagionali, scendendo in campo in due diverse posizioni: in 7 partite fu difatti schierato come nickelback/whip linebacker, mentre nelle restanti 7 fu impiegato come cornerback. Egli giocò 112 snap negli special team ed oltre 850 in difesa, nei quali mise a referto 65 tackle di cui 14.5 con perdita di yard (risultato quest'ultimo, nel quale guidò gli Hokies), 4.5 sack, 7 passaggi deviati, 2 intercetti, 5 pressioni sul quarterback, un fumble forzato ed uno recuperato.
Nel 2012 fu titolare in tutti e 13 gli incontri disputati dagli Hokies, giocando stabilmente nel ruolo di cornerback nel quale mise a referto 52 tackle (di cui 3 con perdita di yard), 2 intercetti e 5 passaggi deviati. Nel suo ultimo anno al college, Fuller, divenuto uno dei 4 capitani della squadra, scese in campo in 9 incontri di cui 8 come titolare, saltando gli ultimi 4 incontri a causa di un infortunio. Inserito nel First-team All-ACC, egli chiuse la stagione con 24 tackle, 2 intercetti e 10 passaggi deviati.

### Vittorie e premi

#### Università
- ACC Championship: 1

Virginia Tech Hokies: 2010
- Russell Athletic Bowl: 1

Virginia Tech Hokies: 2012

#### Individuale
- First-team All-ACC: 1

2013
- Second-team All-ACC: 1

2011

## Carriera professionistica

### Chicago Bears
Fuller era considerato uno dei migliori cornerback nel draft 2014. Fu scelto come quattordicesimo assoluto dai Chicago Bears. Il 14 maggio firmò un contratto quadriennale con la franchigia. Debuttò come professionista subentrando nella settimana 1 contro i Buffalo Bills e mettendo a segno 5 tackle. La domenica successiva fece registrare i primi due intercetti in carriera su Colin Kaepernick, contribuendo alla vittoria in rimonta in casa dei San Francisco 49ers, venendo premiato come miglior difensore della NFC della settimana. Anche nel Monday Night Football della settimana 3, in quella che fu la sua prima gara come titolare, fece registrare un intercetto su Geno Smith dei New York Jets, oltre a forzare due fumble nella vittoria esterna, vincendo il premio di rookie della settimana. Alla fine di settembre, Fuller fu premiato come rookie difensivo del mese in cui guidò la NFL con 3 intercetti e si classificò al secondo posto con 2 fumble forzati. La restante parte dell'anno invece non fu altrettanto positiva, col giocatore che faticò, assieme a tutta la linea secondaria dei Bears nella difesa sui passaggi. La sua prima annata si chiuse guidando tutti i rookie con quattro intercetti, oltre a 64 tackle, 10 passaggi deviati e 3 fumble forzati, disputando tutte le 16 partite, di cui 14 come titolare.
Nel 2018 Fuller fu convocato per il suo primo Pro Bowl ed inserito nel First-team All-Pro dopo avere guidato la NFL con 7 intercetti mentre i Bears vinsero la loro division per la prima volta dal 2010. Nel 2019 Fuller fu convocato di nuovo per il Pro Bowl al posto dell'infortunato Jalen Ramsey dopo avere fatto registrare 82 tackle e 3 intercetti.
Alla fine della stagione 2020 Fuller fu svincolato per risparmiare sul salary cap.

### Denver Broncos
Il 20 marzo 2021 Fuller firmò con i Denver Broncos.

### Baltimore Ravens
Il 24 maggio 2022 Fuller firmò con i Baltimore Ravens.

## Palmarès
- Convocazioni al Pro Bowl: 2

2018, 2019
- First-team All-Pro: 1

2018
- Difensore della settimana della NFC: 1

2ª del 2014
- Rookie difensivo del mese: 1

settembre 2014
- Rookie della settimana: 1

3ª del 2014
- PFWA All-Rookie Team - 2014
- Leader della NFL in intercetti: 1

2018